# Adolf II av Holstein
Adolf II av Holstein, född 1128, död 6 juli 1164 (stupad vid Verchen i Demmin), begravd i Minden, var greve av Holstein 1131-1164. Son till greve Adolf I av Holstein (död 1131) och Hildewa.

## Biografi
Adolf II efterträdde fadern i Schauenburg och Holstein-Wagrien. I flera år låg dock Wagrien under kontroll av Pribislav I av Mecklenburg. I tyska tronkriget stod Adolf på welfisk sida, och han var 1138-1142 förjagad av Albrekt Björnen då Adolf vägrade erkänna denne som sachsisk hertig. Som ny greve i Holstein och Stormarn insatte Albrekt då Heinrich von Badwide, men denne kunde Adolf senare driva ut med welfisk hjälp. 1143 återfick Adolf av Henrik Lejonet sitt tidigare grevskap mot en stor summa pengar, och detta år förenades landskapet Wagrien slutgiltigt med Holstein.
Adolf grundade 1134 Segeberg vars borg senare brändes ned av den av Adolf på flykt fördrivne Heinrich von Badwide. Borgen återuppbyggdes och blev Adolfs viktigaste stödjepunkt. 1143 grundade Adolf även Alt-Lübeck som förstördes 1147 av furst Niklot av obotriterna. Området överlämnades slutligen till Henrik Lejonet vilken 1158 nygrundade Lübeck.
Adolf gynnade den tyska kolonisationen - Wagrien förtyskades alltmer, missionerandet bland slaverna fortsatte, och Adolf deltog 1147 i Henrik Lejonets vendiska korståg. Vidare ingrep Adolf i de danska tronstriderna mellan Sven Grate och Knut V av Danmark. Båda rivalerna sökte vinna Adolfs stöd. Adolf bestämde sig för Knut vilken förlänade honom besittningar kring Schleswig. Sven svarade då med ett plundringståg till Wagrien, understödd av en ditmarskare vid namn Etheler. En del av den holsteinska adeln övergick till och med till Ethelers sida. Oldenburg sattes i brand, hela kuststräckan härjades, och Adolf nödgades söka skydd hos Henrik Lejonet. Henrik Lejonet fick Adolf återinsatt, och denne gick nu till motangrepp på Sven och Etheler. Strider utkämpades i området mellan Schleswig och Rendsburg, och dessa upphörde först då Etheler stupat.
Då Henrik Lejonet 1151 drog söderut till kampen om Bayern överlämnade han regerandet av Sachsen åt sin maka, hertiginnan Clementia. Adolf anförtroddes uppgiften som hennes rådgivare med ansvar att bibehålla freden i Nordelbingen, och som sådan bistod han obotritiske furst Niklot i kampen mot slaviska kessiner och circipaner i östra Mecklenburg.
Adolf vann höghetsrättigheter i Ditmarsken och var 1159-1162 med kejsar Fredrik I Barbarossa i Italien. Under Henrik Lejonets slaviska krig stupade Adolf 1164 i slaget vid Verchen i Demmin mot Pommern och Mecklenburg.

## Äktenskap och barn
Adolf II gifte sig före 1158 med Mechthild av Schwarzburg (död 1191/1193). Paret fick följande barn:
1. Adolf III av Holstein (1158/1160-1225), greve av Holstein